# Espaço topológico

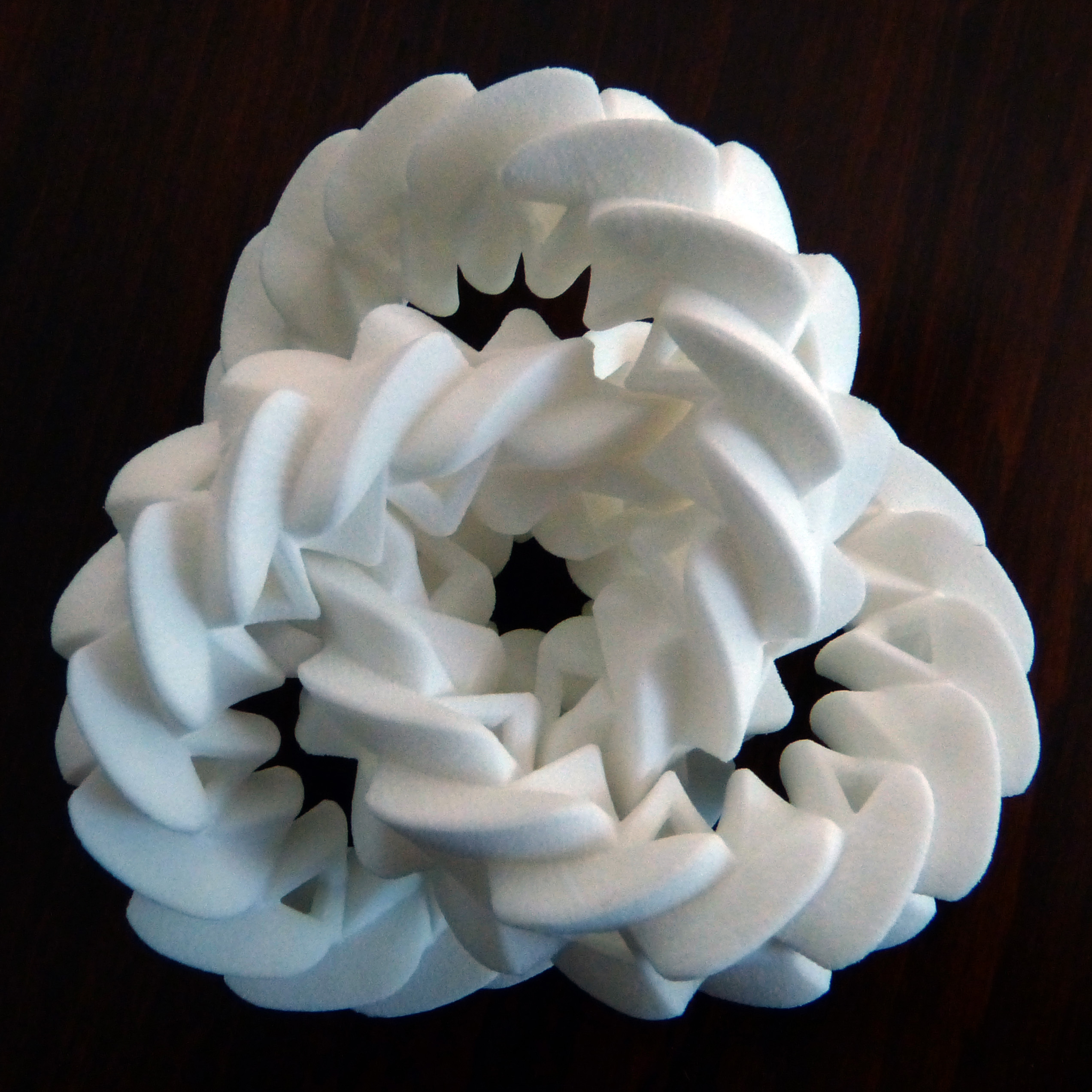
Um mecanismo impresso em 3D que consiste em três anéis ligados com dentes de engrenagem

Espaços topológicos são estruturas que permitem a formalização de conceitos tais como convergência, conexidade e continuidade. Eles aparecem em praticamente todos os ramos da matemática moderna e são uma noção unificadora central. O ramo da matemática que estuda os espaços topológicos é denominado topologia.

## Definição
Uma topologia em um conjunto {\displaystyle X} é uma coleção {\displaystyle \tau } de partes de {\displaystyle X,} chamados os abertos da topologia, com as seguintes propriedades:
1. O conjunto vazio e o próprio conjunto X são abertos: {\displaystyle \varnothing ,X\in \tau ;}
2. A interseção de dois conjuntos abertos é um aberto: Se  {\displaystyle A_{1},A_{2}\in \tau ,} então {\displaystyle A_{1}\cap A_{2}\in \tau ;}
3. A união de uma família arbitrária (finita ou infinita) de abertos é um aberto: Dada uma família arbitrária {\displaystyle (A_{\lambda })_{\lambda \in L},} com {\displaystyle A_{\lambda }\in \tau ,\forall \lambda \in L,} tem-se {\displaystyle (\bigcup _{\lambda \in L}A_{\lambda })\in \tau .}

Um espaço topológico é um par {\displaystyle (X,\tau )} onde {\displaystyle X} é um conjunto e {\displaystyle \tau } é uma topologia em {\displaystyle X.}

## Exemplos
- Se {\displaystyle X} é um conjunto, a topologia {\displaystyle \tau =\wp (X),} no qual {\displaystyle \wp (X)} é o conjunto das partes de {\displaystyle X} é denominada a topologia discreta sobre {\displaystyle X.}
- Se {\displaystyle X} é um conjunto, a topologia {\displaystyle \tau =\{\varnothing ,X\}} é denominada a topologia grosseira sobre {\displaystyle X.}
- Um espaço métrico {\displaystyle (X,d)} tem uma estrutura natural de espaço topológico para {\displaystyle \tau } definido como o conjunto das reuniões de bolas abertas {\displaystyle B(x,\delta )=\{y\in X:d(x,y)<\delta \}.}
- Nada impede que, a um conjunto {\displaystyle X}, esteja associada mais de uma topologia, por exemplo, {\displaystyle \tau _{1}} e {\displaystyle \tau _{2}.} Quando todo aberto de {\displaystyle \tau _{1}} for um aberto de {\displaystyle \tau _{2},} diz-se que a topologia {\displaystyle \tau _{1}} é mais grossa que {\displaystyle \tau _{2},} ou, analogamente, que {\displaystyle \tau _{2}} é mais fina que {\displaystyle \tau _{1}.} Como o próprio nome indica, a topologia grosseira é mais grossa que qualquer outra, e a topologia discreta é mais fina que qualquer outra.

## Fechados
Um subconjunto de um espaço topológico diz-se fechado se o seu complementar for aberto.

## Propriedades
- Dada uma família não-vazia de topologias {\displaystyle \{\tau _{\lambda }\},} a sua interseção {\displaystyle \bigcap _{\lambda }\tau _{\lambda }} é uma topologia.
- Essa propriedade permite construir topologias mínimas, ou seja, a menor topologia que satisfaz determinadas propriedades, como sendo a interseção de todas as topologias que satisfazem determinada propriedade (desde que essa propriedade seja hereditária para interseções!).
- Por exemplo, dada uma coleção S de subconjuntos de X (ou seja, {\displaystyle S\subset P(X)}), sabemos que existe uma topologia que contém S, a topologia discreta {\displaystyle \tau =P(X).} Portanto, a família F de todas as topologias que contém S não é vazia, e podemos formar a sua interseção. Esta é a topologia gerada por S, e S é uma sub-base desta topologia.
- Seja {\displaystyle \tau _{X}} uma topologia em X, e {\displaystyle Y\subset X.} Para tornar Y um subespaço topológico, existe uma topologia canônica em Y, {\displaystyle \tau _{Y}=\{A\cap Y|A\in \tau _{X}\},.} Uma forma interessante de construir essa topologia se baseia no conceito de função contínua. A função inclusão {\displaystyle i:Y\rightarrow X,i(y)=y} é contínua para a topologia discreta em Y, portanto a família de todas as topologias em Y para as quais i é contínua é um conjunto não-vazio. A topologia canônica de Y é precisamente a menor topologia que torna a inclusão uma função contínua.